# Auxilia palatina
Les Auxilia palatina (singulier auxilium palatinum) étaient des unités d'infanterie d'élite du Bas-Empire romain.

## Origine

### Origine
Les historiens sont en désaccord sur l'origine des auxilia palatina. Selon l'opinion traditionnelle, les auxilia auraient été initialement des unités mixtes gallo-germaniques. Les historiens Andreas Alföldi et Dietrich Hoffmann ont cependant défendu l'idée selon laquelle ces auxilia auraient été des unités entièrement constitué de soldats d'origine germanique, levées parmi les prisonniers de guerre et les foederati germaniques pour pallier les difficultés de recrutement de l'armée romaine. Selon leurs hypothèses, leur création remonterait aux campagnes de Maximien et de Constance Chlore en Gaule au début du IVe siècle. Cependant l'existence de plusieurs unités désignées ultérieurement sous le nom d'auxilia portant des noms ethniques à l'instar des Batavi et des Heruli est attestée avant la Tétrarchie.   
D'une certaine manière, les unités d'auxilia palatina semblent avoir remplacé en partie les anciennes unités auxiliaires qui combattaient aux côtés de l'armée romaine depuis l'époque républicaine. Leur promotion dans l'armée régulière au titre d'unités d'élite témoigne de l'évolution des besoins de l'armée romaine, confrontée aux IVe et VIe siècles à des guerres irrégulières, nécessitant un savoir faire spécifique.  

### Onomastique
Certaines de ces unités avaient des noms spéciaux tels que les Cornuti ou Brachiati ; d’autres semblent porter le nom du peuples au sein duquel ont été recrutés les premiers éléments de l'unité, beaucoup d'entre elles provenant de l'est de la Gaule, ou ayant comme origine les barbares germains.

## Histoire
A défaut d'indiquer la date de leur création, l'ordre des auxilia palatina dans la Notitia Dignitatum - un document administratif écrit entre 390 et 425 qui recense les unités de l'armée romaine en Orient et en Occident - est généralement considéré par les historiens comme un indice pour la chronologie relative de leur mise en service.   
Ce critère indique la plus grande ancienneté d'une quinzaine d'auxilia (dont les Cornuti, les Brachiati, les Petulantes, les Batavi ou les Heruli) . Les autres unités relevant de cette catégorie auraient vu le jour à partir des règnes de Valentinien Ier et de Valens, et surtout sous les règnes de Théodose Ier et de ses fils.  

### Réformes de Constantin
Après sa victoire lors de la bataille du pont Milvius le 28 octobre 312 contre Maxence, Constantin Ier dissout la garde prétorienne et les equites singulares Augusti qui avaient pris le parti de son adversaire. Il les remplace par une armée palatine composée de onze scholes palatines et les protectores domestici renforcés par les auxilia palatina.

### Sous ValentinienIeret Valens
L'empereur Valentinien Ier, qui devient empereur avec son frère Valens en 364, aurait créé entre dix et quatorze unités d'auxilia palatina en recrutant des soldats parmi les peuples germaniques rhénans, Alamans et Francs. 
Ces unités sont toutes devenues des unités « auxilia palatina » quand vers l'an 365 une distinction a été faite entre les palatina et le reste des Comitatus. Il n'y a aucune preuve directe de la composition d'un auxilium mais on estime le nombre de soldats de ces unités entre 600 et 700. 

## Répartition desauxilia palatina
Certains auxilia sont attestées comme limitanei, en particulier sur le Danube. On ne sait pas si elles étaient considérées comme faisant partie d'une catégorie différente d'unité.

## Tactiques
Les auxilia palatina, composés de soldats d'origine germaniques, sont réputés chez les historiens modernes se distinguer par leur savoir faire en matière de guerre irrégulière. Les Batavi, Heruli, Iovii et Victores commandés par Théodose l'Ancien en Bretagne contre la coalition barbare de 368 sont ainsi divisés en petits groupes d'hommes chargés de mener des raids surprise sur des groupes éparpillés de pillards.
Les unités d'auxilia palatina sont fréquemment associées entre elles en binômes dans les sources antiques : les Petulantes et les Celtae, les Cornuti et les Brachiati, les Batavi et les Heruli. L'association de deux unités sœurs semble avoir eu pour objectif de renforcer le moral des troupes en excitant la rivalité entre les soldats,.

## Liste desauxilia palatina
Liste des auxilia palatina repris au début du Ve siècle dans la Notitia Dignitatum :
- Cornuti seniores
- Brachiati seniores
- Petulantes seniores
- Celtae seniores
- Heruli seniores
- Batavi seniores
- Mattiaci seniores
- Mattiaci iuniores
- Ascarii seniores
- Ascarii iuniores
- Iovii seniores
- Regii
- Cornuti iuniores
- Sagittarii Nervii
- Leones seniores
- Leones iuniores
- Exculcatores seniores
- Sagittarii Tungri
- Exculcatores iuniores
- Tubantes
- Salii
- Grati
- Felices seniores
- Felices iuniores
- Gratianenses seniores
- Invicti seniores
- Augustei
- Iovii iuniores
- Victores iuniores
- Batavi iuniores
- Bructeri
- Ampsivarii
- Gratianenses iuniores
- Valentianenses iuniores
- Raeti
- Sequani
- Sagittarii venatores
- Latini
- Sabini
- Brachiati iuniores
- Honoriani Atecotti seniores
- Honoriani Marcomanni seniores
- Honoriani Marcomanni iuniores
- Honoriani Atecotti iuniores
- Brisigavi seniores
- Brisigavi iuniores
- Honoriani Mauri seniores
- Honoriani Mauri iuniores
- Celtae iuniores
- Invicti iuniores Britanniciani
- Exculcatores iuniores Britanniciani
- Felices Valentinianenses
- Mattiaci iuniores Gallicani
- Salii Gallicani
- Sagittarii Nervii Gallicani
- Iovii iuniores Gallicani
- Seguntienses
- Galli victores
- Honoriani victores iuniores
- Honoriani ascarii seniores
- Felices iuniores Gallicani
- Atecotti iuniores Gallicani
- Tungri
- Honoriani Gallicani
- Mauri tonantes seniores
- Mauri tonantes iuniores

Ampsivarii.
Felices seniores.
Honoriani ascarii seniores.
Invicti iuniores Britanniciani.
Iovii seniores.
Leones seniores.
Petulantes.
Sequani.